# Ramón Planes
Ramón Planes Novau (Lérida, España; 5 de noviembre de 1967) es un dirigente español de clubes de fútbol. Es exdirector deportivo del Real Betis Balompié de la Primera División de España.

## Trayectoria profesional
Como jugador y entrenador, pasó por todas las categorías inferiores de la UE Lleida. Fue director deportivo del CE L'Hospitalet de 1999 a 2003, mismo cargo que ocupó en el Racing de Santander (2003 - 2005), el Deportivo Alavés (2005) y la UE Lleida (2006 - 2007). En junio de 2007 entró a formar parte de la Secretaría Técnica del RCD Espanyol y en mayo de 2009 tomó las riendas de la Dirección Deportiva del conjunto blanquiazul, en la que permaneció hasta noviembre de 2012. En la temporada 2014-2015, formó parte de la Secretaría Técnica del club inglés Tottenham Hotspur, que juega en la Premier League. En agosto de 2015, se convirtió en director deportivo del Elche CF. Al término de la temporada 2015-16 presentó su dimisión al no poder garantizarle el consejo de administración la independencia en su campo en el caso de que entrase en el accionariado un nuevo grupo inversor.
En junio de 2016, tras abandonar el Elche CF, se comprometió con el Rayo Vallecano de Madrid, firmando un vínculo de dos años de duración con opción de renovación por un año más, para ser su director deportivo tras la marcha de Felipe Miñambres.
En junio de 2017 se hace oficial su incorporación al Getafe Club de Fútbol (equipo de la primera división española) como nuevo director deportivo, sustituyendo a Toni Muñoz.
El 8 de junio del 2018 Planes ficha por el Fútbol Club Barcelona como adjunto del secretario técnico Éric Abidal. El 19 de agosto de 2020 es nombrado secretario técnico del FC Barcelona en sustitución del cesado Éric Abidal y del cual renuncia el 16 de noviembre de 2021.
El 1 de mayo de 2023, se convierte en director deportivo del Real Betis Balompié de la Primera División de España.

## Vida personal
Está casado con la ex gimnasta rítmica Bito Fuster, campeona del mundo de conjuntos en 1991 y bicampeona de Europa, con quien tiene 3 hijos (Ramón Planes, Jesús Planes y Rosa Planes).